# Sidi Amrane
Sidi Amrane (em árabe: ﺳﻴﺪي ﻋﻤﺮان) (também escrito Sīdī Amran) é uma cidade e comuna no distrito de Djamaa, na província de El Oued, no nordeste da Argélia. Segundo o censo de 2008, a população total da cidade era de 21 772 habitantes.